# Ubicación móvil avanzada para emergencias (AML)
Ubicación móvil avanzada para emergencias (AML) ("Advanced Mobile Location" en inglés) es un servicio gratuito de localización de emergencia disponible en teléfonos inteligentes que, al marcar el número de teléfono de emergencia local (en el país) de marcación corta, envía la mejor geolocalización disponible del llamante a un punto final dedicado, usualmente un Punto de Atención de Seguridad Pública, haciendo que la ubicación del llamante esté disponible para los operadores de llamadas de emergencia en tiempo real.
AML mejora el tiempo que toma a los operadores de llamadas de emergencia, verificar la ubicación de los llamantes y puede mejorar el tiempo para despachar una respuesta de emergencia.
AML es un protocolo para transportar datos con SMS y/o HTTPS desde el teléfono al centro de llamadas de emergencia en todos los países que han implementado AML; no es una aplicación y no requiere ninguna acción por parte del llamante. AML es compatible en muchos países y con todos los teléfonos inteligentes que ejecutan versiones recientes de Android o iOS, aunque puede ser desactivado en la configuración del usuario.
AML fue estandarizado por el Instituto Europeo de Normas de Telecomunicaciones (ETSI) Subcomité de Telecomunicaciones de Emergencia (EMTEL) en 2019 como Especificaciones Técnicas.

## Historia
AML fue desarrollado en el Reino Unido en 2014 por British Telecom, EE Limited y HTC como una solución al problema de la localización de llamadas en emergencias. Cuando una persona en peligro llama a los servicios de emergencia con un smartphone donde AML está habilitado, el teléfono activa automáticamente su servicio de ubicación para establecer su posición y envía esta información a los servicios de emergencia a través de un SMS. Los servicios utilizan ya sea un sistema global de navegación por satélite o WiFi, dependiendo de cuál sea mejor en el momento dado. Se estimó que esta técnica es hasta 4000 veces más precisa que el sistema utilizado anteriormente.

## Soporte de teléfonos móviles
Google anunció en julio de 2016 que todos los teléfonos Android que ejecutan la versión 2.3.7, Gingerbread (lanzada en diciembre de 2010) o posteriores incluyen AML. Google denomina a su implementación como Servicio de Ubicación de Emergencia (ELS); esto necesita ser habilitado en la configuración del teléfono.
Los dispositivos Apple que ejecutan iOS 11.3 (lanzado en marzo de 2018) o posterior también soportan AML.
Desde marzo de 2022, todos los smartphones vendidos en el Mercado Único de la UE deben estar equipados con AML, siguiendo un reglamento delegado que complementa la Directiva de Equipos de Radio.
El Código Europeo de Comunicaciones Electrónicas exige que todos los estados de la UE debían implementar AML para diciembre de 2020.
AML también funciona al utilizar el servicio de SMS de emergencia en teléfonos Android en algunos países.

## Funcionalidad
AML activa automáticamente el WiFi y los servicios de ubicación en el teléfono, recopila y calcula los datos de ubicación, luego envía un SMS a los servicios de emergencia que contiene la ubicación del llamante, antes de apagar nuevamente los servicios de ubicación y WiFi.
El servicio también puede enviar los datos a través de una solicitud POST HTTPS al punto final especificado. El país que implementa AML decide si usar un punto final SMS o un punto final HTTPS o ambos.
La integración de AML con los sistemas de despacho asistido por computadora (CAD) de los servicios de emergencia es problemática.